# José Luis Muñoz León
José Luis Muñoz León (Málaga, 9 september 1997) is een Spaans voetballer die bij zowel als centrale verdediger als verdedigende middenvelder speelt. Hij stroomde in 2016 door vanuit de jeugd van Málaga CF.

## Clubcarrière
Muñoz werd geboren in Málaga en speelde in de jeugd, na drie lokale ploegen, van Málaga CF. Tijdens het seizoen 2015-2016 behaalde hij met de jeugdploeg uit de División de Honor Juvenil de Fútbol de "Copa de Campeones de España".  Dit houdt in dat het hoogste jeugdteam uit Málaga niet enkel hun reeks wonnen, maar ook eindwinnaar werden van de nacompetitie van alle reekswinnaars.
Op 20 september 2015 maakte hij zijn opwachting voor het tweede elftal. Op 27 september 2016 verlengde hij zijn contract tot 2020. Op 19 november 2016 debuteerde de centrumverdediger in de Primera División in het Camp Nou tegen FC Barcelona. Op 16 januari 2017 kreeg Muñoz zijn eerste basisplaats tegen Real Sociedad.  Hij speelde in het vijf competitiewedstrijden waarvan hij er vier in de basis startte.
Om hem meer spelgelegenheid te geven, werd hij op 28 augustus 2017 uitgeleend aan CD Lugo, een ploeg uit de Segunda División A.  Hij kon zich nooit doorduwen als bassispeler en speelde slechts twaalf competitiewedstrijden, waarvan negen als basisspeler.
Het daaropvolgende seizoen 2018-2019 werd hij weer uitgeleend aan een ploeg spelend op hetzelfde niveau Córdoba CF.  Daar kwam hij meer tot spelen toe met vijfentwintig basisplaatsen uit zesentwintig optredens, maar hier kon de ploeg haar behoud niet bewerstelligen.
Om deze reden keerde hij vanaf seizoen 2019-2020 terug naar Málaga CF, waar hij een tweejarig contract ondertekende.  Bij deze ploeg verbleef hij nog de vier volgende seizoenen, maar toen op het einde van het seizoen 2022-2023 haar behoud niet kon bewerkstelligen, werd zijn contract door gebruik te maken van een ontbrekingsformule op 30 juni 2023 stopgezet.
Op 18 juli tekende bij FC Cartagena, een andere ploeg op het tweede niveau van het Spaanse voetbal.  Hij tekende er een contract van twee seizoenen en vond er gewezen ploegmaat Iván Calero Ruiz terug. Hij maakte zijn debuut op 13 augustus 2023 tijdens de eerste competitiewedstrijd.  Hij startte met de basisploeg en speelde 77 minuten tijdens de met 0-1 verloren wedstrijd tegen nieuwkomer CD Eldense.

## Interlandcarrière
Muñoez kwam uit voor diverse Spaanse nationale jeugdteams. In 2015 debuteerde hij in Spanje –18, waarna in 2016 Spanje –19 volgde.